# Cornell John
Cornell John est un acteur britannique né en 1963 en Angleterre.

## Filmographie

### Cinéma
- 1995 : The Milkman : l'homme d'affaires
- 1999 : Rage' : Razor
- 2003 : Kaena, la prophétie : Demok
- 2004 : Rottweiler : Dongoro
- 2005 : Red Mercury : Neville
- 2006 : Kidulthood : Oncle Curtis
- 2007 : Hush Your Mouth : le père d'Isaiah
- 2008 : Le Monde de Narnia : Le Prince Caspian : Glenstorm
- 2008 : Adulthood : Oncle Curtis
- 2008 : Enter the Preacher : le prêcheur
- 2009 : Colonial Gods : Izi
- 2011 : Anuvahood : l'oncle
- 2011 : Dreams of a Life : le père
- 2011 : God View : Phil
- 2013 : Jack le chasseur de géants : Fee
- 2016 : Captain America: Civil War : l'attaché de presse
- 2016 : Brotherhood : Curtis Gayle
- 2016 : Roadkill : Den
- 2016 : A Viable Candidate : Dennis
- 2018 : Les Animaux fantastiques : Les Crimes de Grindelwald : Arnold Guzman
- 2020 : His House : la sorcière
- 2020 : Death Meets Lisolette : Frank
- 2020 : The South Stand : Gibson
- 2023 : L'Exorciste du Vatican : évêque Lumumba

### Télévision
- 1997 : Les Piégeurs : Thomas Keyworth (1 épisode)
- 2001-2015 : Doctors : Dave Patterson, Ray Adams et Rick Joseph (3 épisodes)
- 2002-2012 : Holby City : Harry Sutherland et Vivian Wallace (2 épisodes)
- 2002-2013 : EastEnders : Sam James et Dave (53 épisodes)
- 2010 : Five Days  Didi Mputu (4 épisodes)
- 2010 : Casualty : Joey Craven (1 épisode)
- 2011 : Top Boy : Wendell (1 épisode)
- 2011-2015 : Rastamouse : Président Wensley Dale (38 épisodes)
- 2012 : Inside Men : Sid (3 épisodes)
- 2015 : Meurtres au paradis : William Lee (1 épisode)
- 2016 : Victoria : Jonas Barrett (1 épisode)
- 2020-2022 : Gangs of London : Joseph Singer (5 épisodes)